# Confectionery Goncharoff
Confectionery Goncharoff (яп. ゴンチャロフ製菓株式会社 Goncharoff Seika Co., Ltd.) — японская компания по производству кондитерских изделий с головным офисом в районе Нада-ку города Кобе (префектура Хёго). Основана в первой половине 1920-х годов. В настоящее время продукция компании реализуется в крупных универмагах по всей стране.

## История
Приблизительным началом деятельности компании считается 1923 год, когда Макар Гончаров, русский белоэмигрант, бежавший в Японию спасаясь от русской революции, начал производить в Кобе кондитерские изделия и шоколадные конфеты. В частности, Гончаров стал одним из первых производителей «Виски бонбон», широко известных в Японии конфет с ликёром.

## Основные вехи
- 1923 — Макар Гончаров открывает свое дело в квартале Китано-тё, город Кобе.
- 1932 — Учреждается фирма «М. Гончаров товарищество с ограниченной ответственностью» (коммандитное товарищество).
- 1947 — Компания реорганизована в акционерное общество.
- 1953 — Название компании изменено на «Кондитерская акционерная компания Гончарова».
- 1995 — Из-за Великого землетрясения Хансин-Авадзи все фабрики компании понесли ущерб и временно остановили производство. Работа фабрик восстановилась в феврале того же года[2].

## Проблема товарного знака
20 января 2010 г. Компания Confectionery Goncharoff подала иск против производителя западных кондитерских изделий «Монсюсю» (на тот момент) по поводу использования зарегистрированного компанией права на товарный знак Монсюсю. Кондитерская компания Гончарова зарегистрировала торговую марку «MONCHOUCHOU» в 1977 году, и возник спор о том, не нарушает компания «Моншер» (с 2012 года) своими действиями закон о правах на торговую марку. По решению первой инстанции, вынесенному окружным судом города Осаки в 2011 г. , а также по решению второй инстанции, вынесенному апелляционным судом Осаки в 2013 г, претензии Confectionary Goncharoff были признаны обоснованными, «Моншер» проиграл дело и получил свое нынешнее название.